# Jüdischer Friedhof (Český Dub)
Koordinaten: 50° 39′ 33″ N, 14° 59′ 28″ O

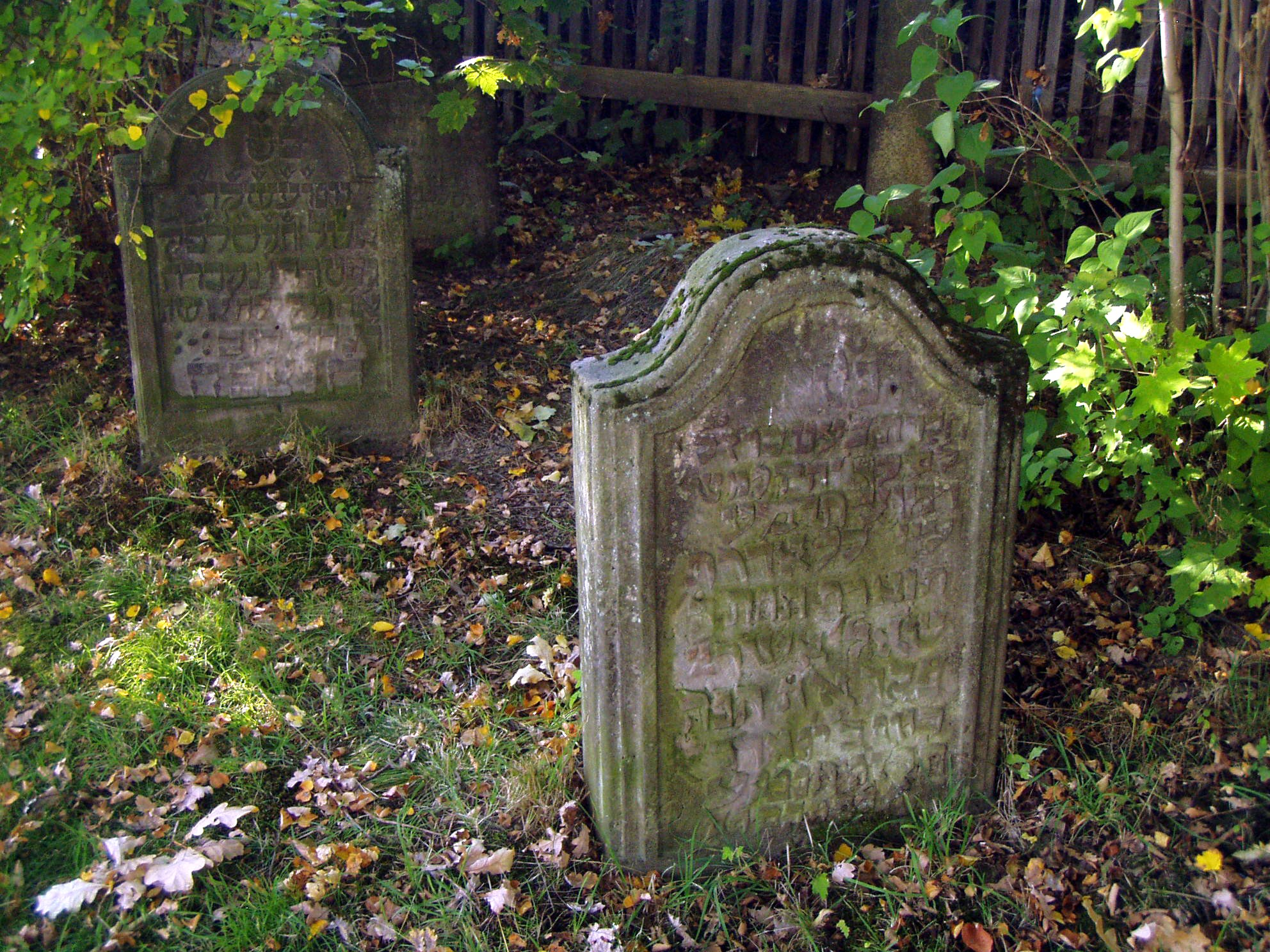
Jüdischer Friedhof in Český Dub

Der Jüdische Friedhof in Český Dub (deutsch Böhmisch Aicha), einer tschechischen Stadt im Okres Liberec, wurde Anfang des 18. Jahrhunderts angelegt. Der jüdische Friedhof liegt am Rande der Altstadt.
Auf dem circa 260 Quadratmeter großen Friedhof sind nur noch wenige Grabsteine vorhanden.